# 王立道
王立道（1510年—1547年），字懋中，號堯衢，直隸常州府無錫縣人，軍籍，明朝政治人物。

## 生平
嘉靖十三年（1534年）甲午科應天府鄉試第三十二名，嘉靖十四年（1535年）登乙未科第二甲第三十八名進士。考选庶吉士，官翰林院编修。卒年三十八。

## 著作
王立道工诗，冲容淡宕，不为奇险之语。有《具茨集》八卷，补遗一卷。

## 家族
曾祖王子輝，曾任壽官；祖父王冕，號約斋，贈戶部主事；父王表，曾任南京禮部主事。母朱氏（封安人）。重庆下。弟王重道、王望道。子王化弘，字充甫，立道子。少孤，從舅氏唐順之學，精通六經。孫王永积，崇祯七年進士。